# Ostřice horská
Ostřice horská (Carex montana) je druh jednoděložné rostliny z čeledi šáchorovité (Cyperaceae).

## Popis
Jedná se o rostlinu dosahující výšky nejčastěji 10–40 cm. Je vytrvalá a tvoří trsy. Listy jsou střídavé, přisedlé, s listovými pochvami. Lodyha je delší než listy, je chabá a později ohnutá. Čepele jsou asi 1,5–2 mm široké, světle zelené, na líci krátce chlupaté. Bazální pochvy jsou vínově až tmavě červené, slabě vláknitě rozpadavé. Ostřice horská patří mezi různoklasé ostřice, nahoře jsou klásky čistě samčí, dole čistě samičí. Samčí klásek bývá pouze jeden, samičí jsou většinou 1–2. Podobná ostřice kulkonosná má zpravidla 2–4 samičí klásky. Listeny jsou bezčepelné nebo dolní s čepelí dosahující délky klásku. Okvětí chybí. V samčích květech jsou zpravidla 3 tyčinky. Čnělky jsou většinou 3. Plodem je mošnička, která je asi 3–4,5 mm dlouhá, zelenohnědá s černou špičkou, obvejčitá, hustě pýřitá, zobánek je krátký, mělce vykrojený. Každá mošnička je podepřená plevou, která je tamvě hnědá až černá, na okraji brvitá, bez zeleného středního žebra. Ostřice kulkonosná má plevy zelenohnědé a často s červenavým nádechem, bez brv a se středním zeleným žebrem. Kvete nejčastěji v březnu až v květnu. Počet chromozómů: 2n= 38.

## Rozšíření
Ostřice horská roste hlavně Evropě, na úplném jihu a severu však chybí. Na východ ostrůvkovitě zasahuje do západní Asie, ve východní Asii je rozšířena Carex montana var. manshuriensis. Mapka rozšíření viz zde: .

## Rozšíření v Česku
V ČR roste roztroušeně od nížin do podhůří, výjimečně v subalpinském pásmu. Najdeme ji nejčastěji ve světlých lesích a v suchých trávnících sv. Bromion erecti. Preferuje spíše bazické substráty.